# 地大动物
地大動物（學名：Didazoon）或稱地大蟲，是古蟲動物門的一屬，發現於雲南昆明大板橋鎮的筇竹寺組玉案山段。屬名中的「地大」為中國地質大學的簡稱，種小名則是表揚中國地質學家郝詒純，以感謝其對挖掘工作的鼓勵。

## 描述
地大動物体长约20厘米，特征：躯体明显分为前、后二部，躯体前部分为6节，口部宽大，腹部边缘平坦。躯体前部的两侧各具代表鳃囊的5个卵形构造，各具罩状开口，似与躯体内部相连。躯体后部（尾部）分为7节，呈宽叶形。内部解剖显示食道在躯体前部膨大，而在后部呈细窄而直( 偶尔盘旋 )的肠状。前部沿腹部发育的深色索状物可能是它的内柱。